# Кавія свійська
Ка́вія свійська (звичайна), морська свинка або мурча́к (Cavia porcellus) — ссавець із ряду гризунів родини кавієві (Caviidae) роду кавія (Cavia). Походить із північного заходу Південної Америки. Кавії свійські популярні як домашні улюбленці, лабораторні тварини та, в Південній Америці, вживаються в їжу.

## Історія
Ареал диких предків морських свинок охоплює Венесуелу, території від Гвіани до Аргентини та від Перу до штату Пернамбуку в Бразилії. Перуанський археолог Луїс Лумбрерас припустив, що одомашнення морських свинок уперше відбулося приблизно 5000 років до нашої ери в районі Альтіплано в Андах у Південній Америці. Морських свинок місцеві жителі також вирощували в прибережних районах Південної Америки. У сучасному Перу проживає найбільша популяція як домашніх, так і диких морських свинок, приблизно 30 мільйонів тварин.
За свідченням Феліпе Гуаман Пома де Аяли, інки щороку приносили в жертву тисячу білих морських свинок.
До Європи морська свинка потрапила через океан з Південної Америки наприкінці XVI столітті на голландських та іспанських кораблях. Європейці зазначали, що морські свинки були звичайним джерелом їжі для імперії інків. З Європи морські свинки завезені до Північної Америки, ймовірно, в XVII столітті. Ні європейці, ні жителі Північної Америки вже не використовували цих тварин у їжу, а приручили як домашніх улюбленців і лабораторних тварин. До XIX століття в Європі, особливо в Англії, виникла потужна галузь із розведення домашніх морських свинок.
За результатами досліджень 1990-х років були пропозиції відносити морських свинок не до гризунів, а до окремого ряду ссавців через особливість їхнього синтезу інсуліну. На початку 2000-х консенсусом дослідників морських свинок залишено в усталеній класифікації.

## Назва
Первинно цих гризунів називали куй, каві чи кобайо індіанці та гвінейською свинкою (Guinea pig, дослівно гвінейське порося) європейці, хоча вони не зустрічаються у Гвінеї. Вважається, що назва насправді походить від ціни однієї тварини в Англії — 1 гінея, і порівняння з поросям за смак м'яса та характерні звуки. Також можливі походження від порту в Гвіані, звідки вирушали кораблі до Старого світу. У слов'янських країнах їх стали називати «морськими» як скорочення від «заморські», чим підкреслювалося далеке походження гризунів. «Свинками» та «мурчаками» їх назвали за здатність видавати звуки, схожі на хрюкання, посвистування чи мурчання. Традиційно, за аналогією зі свинями, самців домашніх кавій називають кабанами, а самиць свиноматками.
Наукова назва Cavia porcellus (дослівно «кавія порося») присвоєна виду натуралістом Йоганом Хрістіаном Еркслебеном наприкінці XVIII століття.

## Зовнішній вигляд

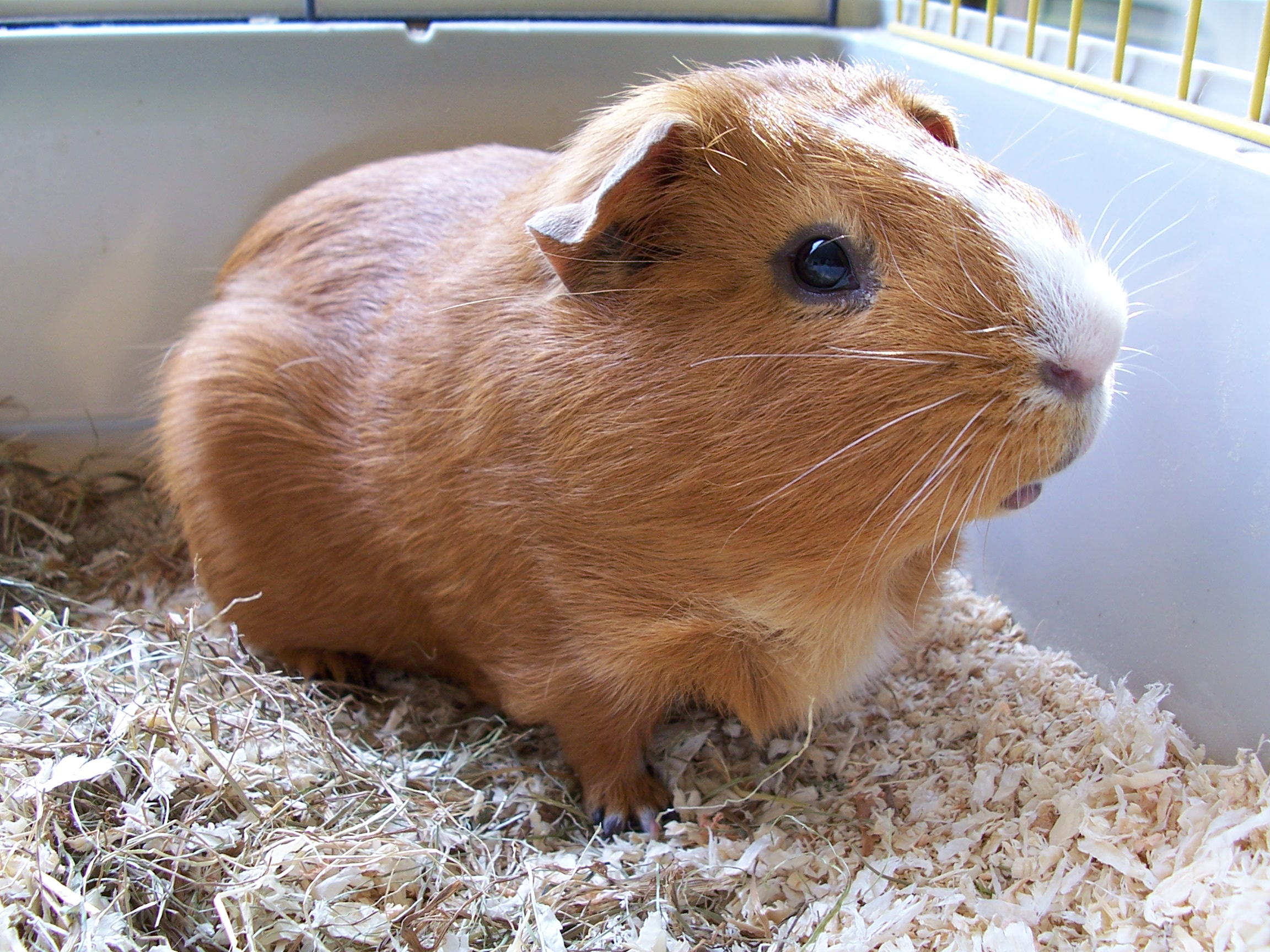
Типова особина морської свинки

Кавії — безхвості гризуни, масою від 700 г до 1100 г, самці більші за самок. Вони мають компактні тіла циліндричної форми, завдовжки від 20,3 см до 25,4 см. Шия та лапи короткі. Мають чотири пальці на передніх лапах і три на задніх, при цьому підошви ніг безволосі. У самиць кавій одна пара молочних залоз. Маленькі пелюсткоподібні вуха розташовані з боків на верхівці голови. Очі містяться з боків посередині морди, між вухами та носом. Рот із розділеною верхньою губою, містить 20 зубів, включаючи по 2 великих різці на кожній щелепі. Як і в багатьох інших гризунів, зуби кавій постійно ростуть, і їхня стала довжина підтримується сточуванням під час харчування.
Дикі предки кавії свійської були добре адаптивними та могли виживати в широкому діапазоні висот, від рівня моря до 4000 м над ним. Хоча кавії не можуть вижити в умовах сильної спеки чи холоду, вони здатні переносити коливання температури від 22 °C вдень до −7 °C вночі.
В результаті селекційного розведення існує 20 різних фенотипів для кольору шерсті та 13 різних фенотипів для структури та довжини шерсті. Дикі предки імовірно мали коротке каштанове волосся, яке маскувало від хижаків.

## Поведінка

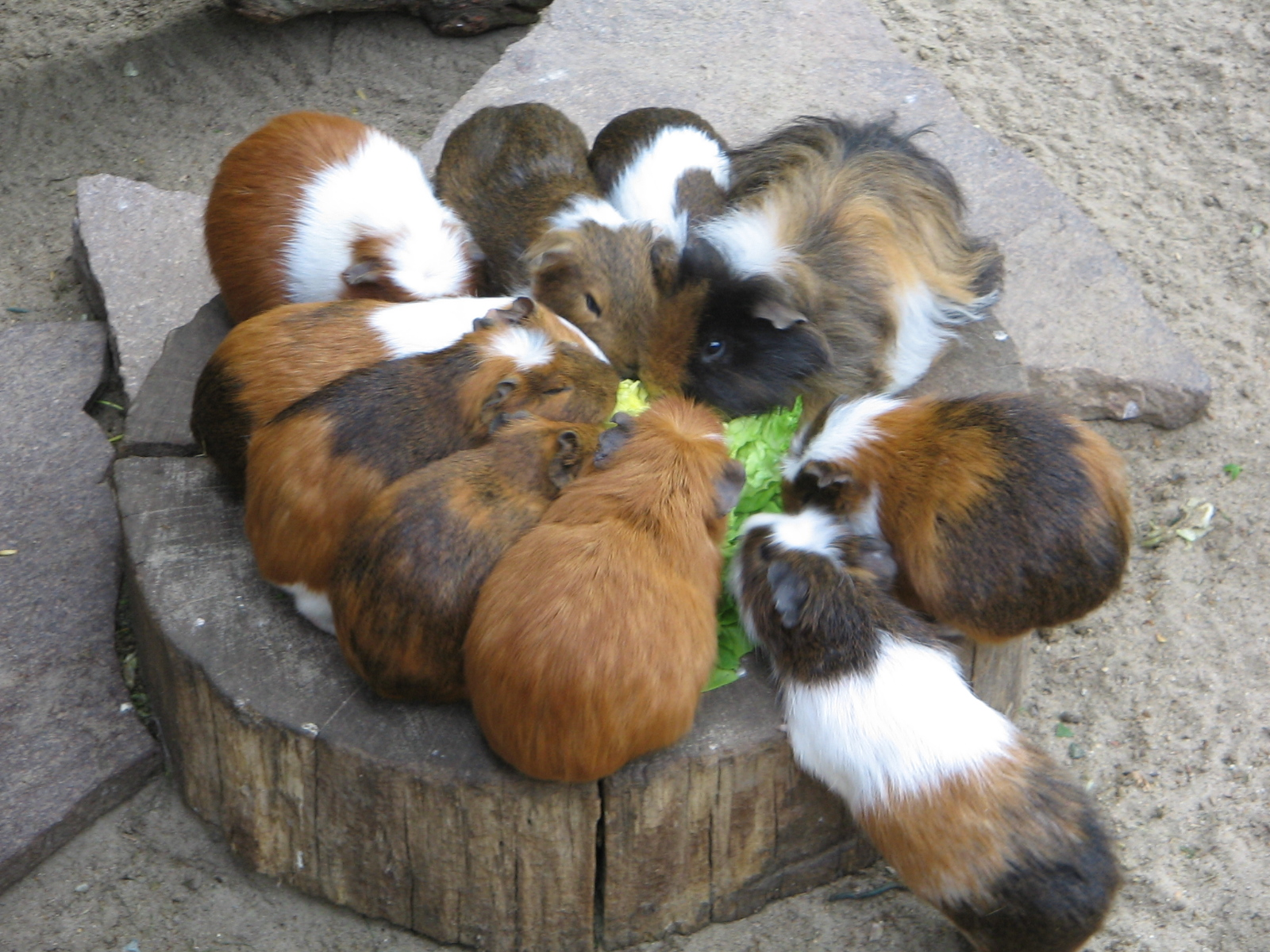
Група морських свинок за харчуванням

Кавії активні переважно в сутінках, їхні предки та здичавілі особини воліють населяти відкриті трав'янисті простори передгірних районів. Живуть невеликими групами в норах, які виривають самі, або займають чужі. Очі забезпечують широкий огляд, проте перед головою знаходиться сліпа зона. У морських свинок розвинений нюх, тому вони здатні спілкуватися, позначаючи територію пахучим секретом і сечею. Слух також гострий і кавії можуть вловлювати звуки частот, нечутних для людини.
Помітивши небезпеку, окрема кавія на якийсь час застигає. Якщо небезпеку помічає група тваринок, вони розбігаються в різні боки, щоб дезорієнтувати потенційних хижаків. На їхніх диких родичів, таких як бразильські кавії (Cavea aperea), полюють тхори, домашні собаки, домашні коти, койоти, вовки, сови та деякі види яструбів. Живучи групами, кавії часто туляться одна до іншої.
Кожен звук кавії має своє позначення. При небезпеці пищать і скиглять. Можуть «цвірінькати», зазвичай в темну пору доби. Свистять і попискують при виявленні їжі. Почуваючи себе дуже добре, видають звуки, схожі на муркотіння. Роздратовані морські свинки швидко труть нижні та верхні різці одні об одних, видаючи порівняно голосне шарудіння.
Морські свинки слугують господарями різних паразитів, включаючи кліщів, вошей, нематод і двовустці. Найпоширеніші серед них кліщі та воші, з яких лише 3 види здатні розмножуватися суто на одомашнених морських свинках. Шерсть і лупа морських свинок можуть спричиняти серйозні алергічні реакції у деяких людей.

## Розмноження
Самці морських свинок досягають статевої зрілості у віці від 56 до 70 днів, а самки — приблизно в 67 днів. Тічка у самиці відбувається 3—4 рази на рік і триває приблизно 16 днів. Парування і запліднення зазвичай відбуваються вночі, протягом 20 годин після овуляції. Вагітність триває від 59 до 72 днів. Середній вік першої вагітності становить 175 днів, а середній розмір посліду — 3 дитинчати. Пік лактації припадає на 5—8 день після пологів, а відлучення дитинчат від молочного вигодовування відбувається через 14—21 днів після їх народження.
Кавіям властива полігамія, проте відокремлені пари самець-самиця також без проблем живуть і розмножуються. Самці позначають своїх самиць сечею та ревно їх захищають від інших самців.
Самки обмежено доглядають за своїми дитинчатами. Коли у дорослих самиць настає післяпологова тічка, вони мало звертають уваги на своє потомство. Дитинчата зазвичай можуть вижити самостійно без тривалого материнського догляду.
Тривалість життя може досягати 14 років, але частіше складає близько 8 років. Активне розмноження переважно скорочує життя самок.

## Харчування

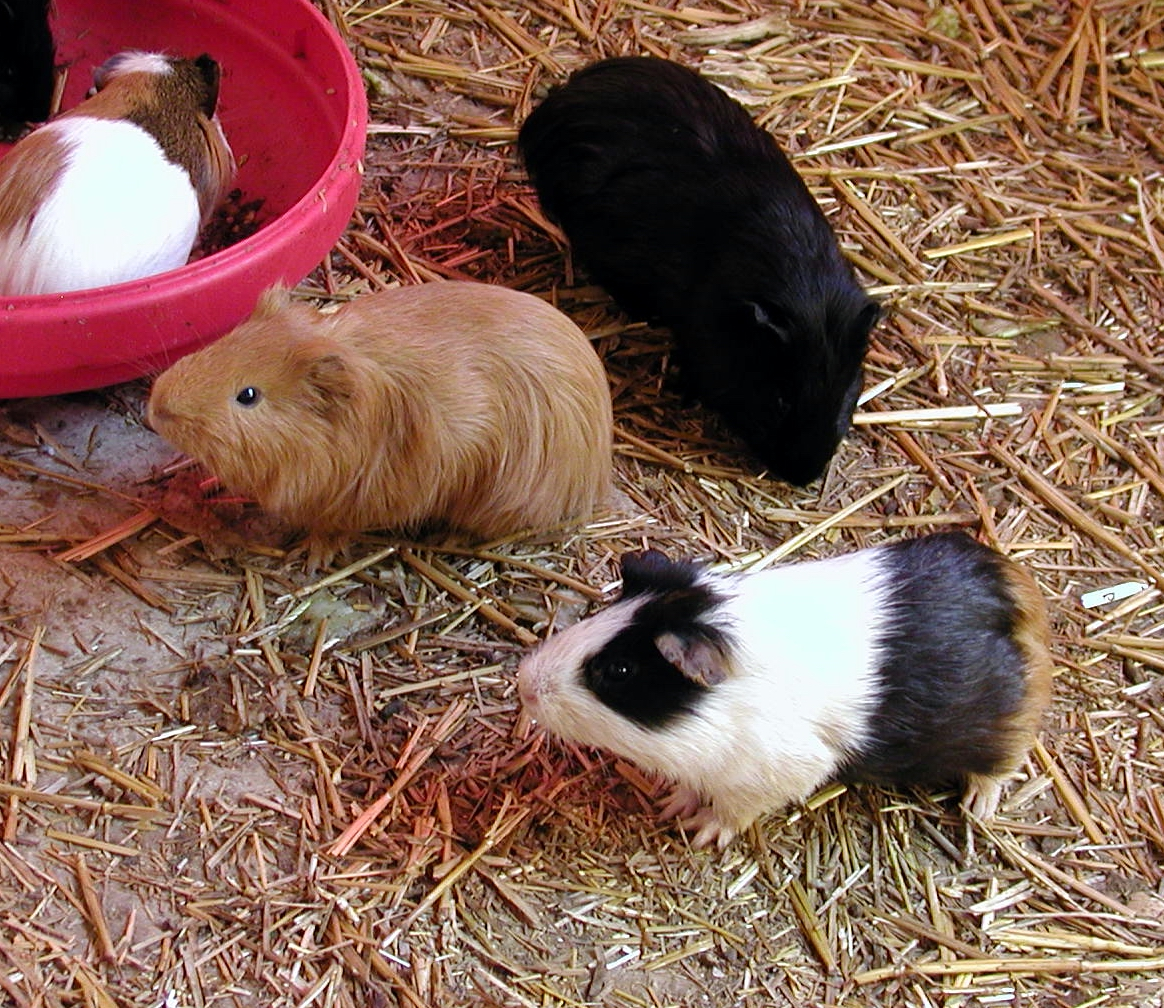
Сіно — основа раціону кавій

Морські свинки харчуються рослинною їжею: травами, злаками, меншою мірою фруктами і овочами. Різці тонкі та, як характерно для гризунів, постійно ростуть, тому потребують сточування об жорстку їжу. Листова зелень, як-от салат ромен, червоний і зелений листовий салат, капуста, кінза та петрушка, повинні складати основну раціону зі свіжих рослин. Найкраще забезпечити різноманітність, згодовуючи різну зелень щодня. Один або два рази на тиждень варто давати моркву, кабачок, помідор або солодку картоплю. Фрукти даються раз на день або кілька разів на тиждень: невелика долька апельсина або яблука, кілька ягід чорниці або шматочок банана.
У домашніх умовах якісне сіно — основний корм морських свинок. Воно повинно бути у них у вільному доступі як взимку, так і влітку. З причини особливої будови травної системи, свинки споживають їжу часто і маленькими порціями. Сіно сприяє нормалізації роботи травного тракту, окрім того, завдяки сіну належним чином сточуються зуби. На другому місці зерновий корм або комбікорм — спеціальні суміші для свинок, які продаються в зоомагазинах і на зооринках. Залежно від виробника корм може містити в собі пшеницю, ячмінь, овес, просо, кукурудзу, горох, арахіс, насіння соняшника, зерновий гранулят та вітамінно-смакові добавки. Ці гризуни потребують регулярно споживати їжу з вітаміном C, як-от перець і броколі, ківі, полуницю, цитрусові.
Для морських свинок нормально поїдати власний кал, який має вигляд невеликих гранул. Гризуни їдять м'якіші гранули.
Воду кавії отримують з рослинної їжі, проте потребують і пити її окремо. У клітках морських свинок обов'язково повинна бути встановлена поїлка з чистою водою — навіть якщо здається, що тварина не п'є. Якщо в клітці проживає одна свинка, то обсяг поїлки повинен бути 250 мл. Вагітні та годувальниці самиці п'ють більше рідини. Воду потрібно міняти щодня.

## Значення для людини

### Лабораторні тварини
Морські свинки часто використовуються в біомедичних дослідженнях цинги, туберкульозу, юнацького діабету та ускладнень вагітності, алергії. Морські свинки є джерелом крові для піддослідних кровососних комах. Після піку використання в 1960-х роках для досліджень (приблизно 2,5 мільйона морських свинок на рік), кількість морських свинок для дослідів неухильно зменшується через популярність генно-інженерних мишей і щурів для конкретних моделей захворювань.

### Домашні улюбленці

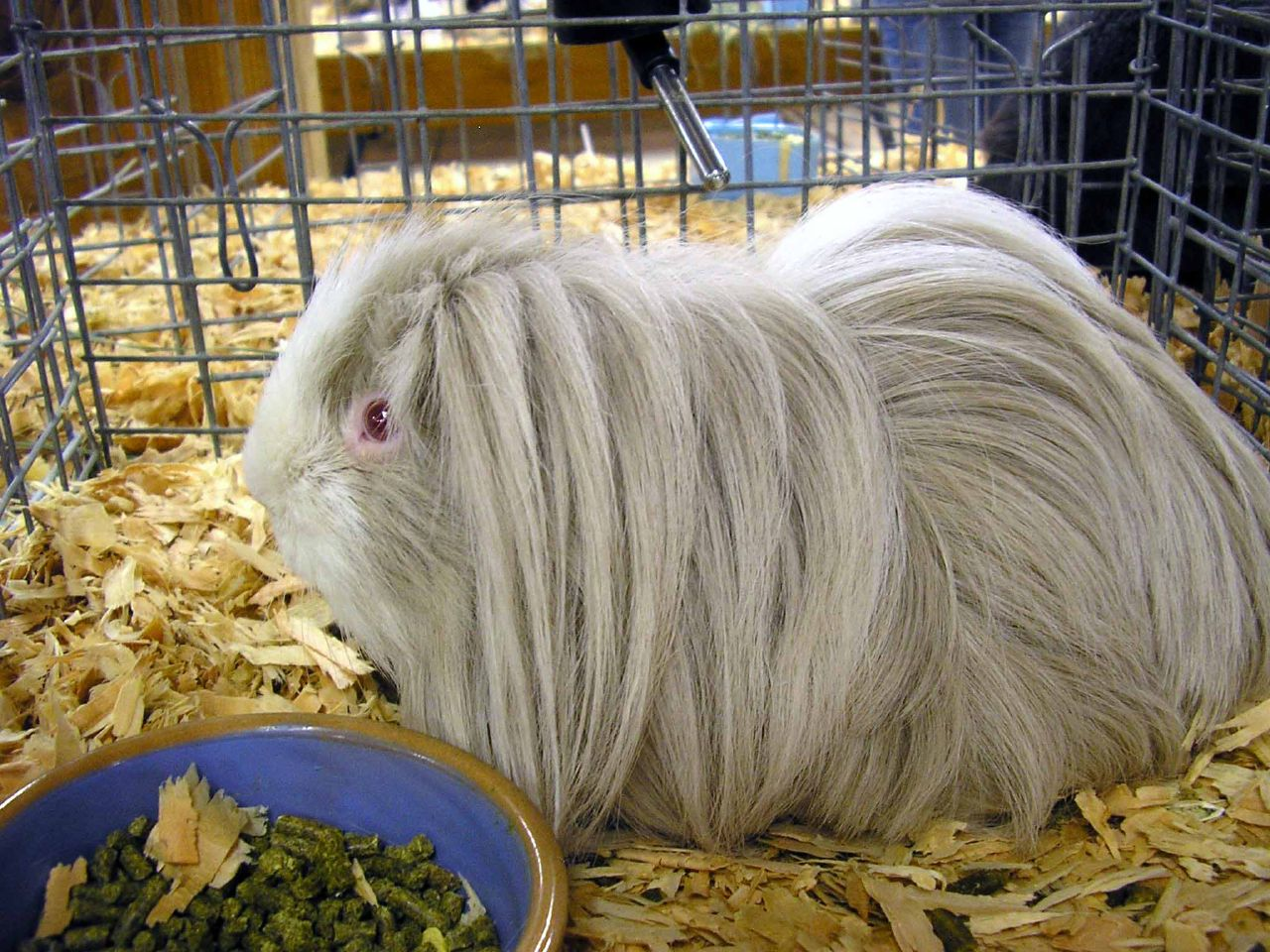
Довгошерста морська свинка в клітці

Морські свинки — одні з найбільших гризунів, яких утримують як домашніх тварин. Завдяки своїй спокійності та милій зовнішності вони — популярні домашні тварини. Утримуються в клітках із підстилкою з пресованої тирси, паперу чи стружки середньої фракції. Деякі свинки жують тирсу, що може зумовити запор у тварини. Також тирса хвойних порід може спричинити алергію у свинок (проявляється чханням, тварина часто чухається). Для морських свинок небезпечні падіння навіть з маленької висоти, це може спричинити струс мозку і навіть загибель. Клітку морської свинки слід ретельно чистити щотижня і проводити точкову чистку кожні кілька днів.
Хоча утримуються вони в клітках, важливо облаштувати для морських свинок вигін всередині будинку чи на території зовні, де вони вигулюватимуться щодня. Середня площа, відведена на одну морську свинку, складає 1,4 м². Житло дещо більше, ніж для інших гризунів, бо морські свинки не вміють лазити. Приміщення для морських свинок слід розташовувати подалі від сильних джерел тепла, таких як осоння, дров'яні печі, каміни та опалювальна вентиляція. Морські свинки не можуть потіти, коли їм стає занадто тепло, і вони особливо чутливі до теплового удару. Також це не повинне бути місце, де є протяг.
Для харчування гризунам дається керамічна миска, яку тварина не зможе гризти. Багато морських свинок під час харчування ставлять передні лапи на край миски, тому важливо, щоб посуд не перевертався.
Морських свинок необхідно регулярно розчісувати. Гризунів короткошерстих порід можна раз на тиждень, а довгошерстим потрібен щоденний догляд.

### Їжа

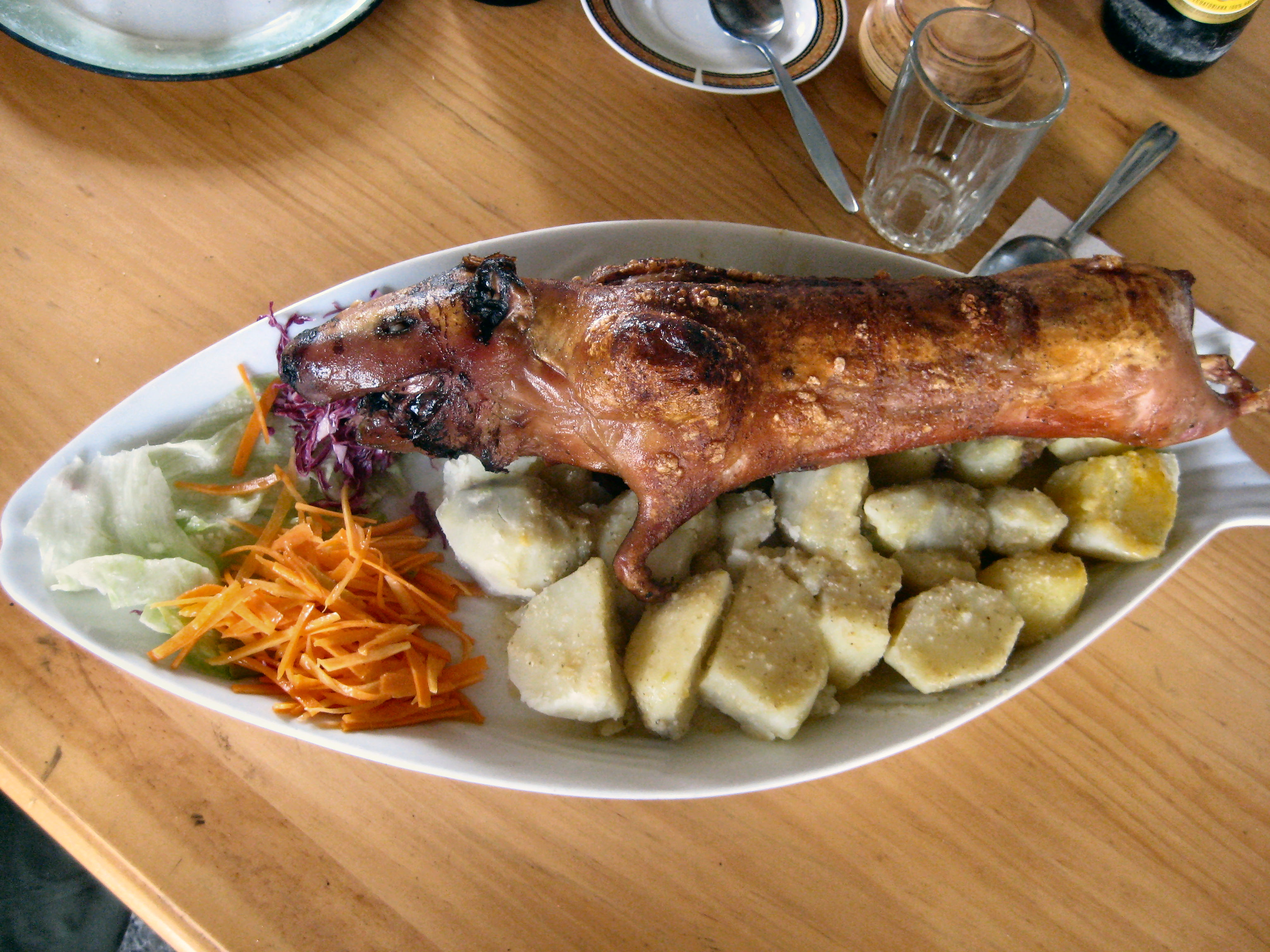
Смажена морська свинка з гарніром

М'ясо морських свинок може вживатися людиною в їжу. Жителі Анд розводять цих гризунів на м'ясо і готують із нього страви. Проте споживання м'яса морської свинки невелике, порівняно з іншими видами м'яса, такими як курятина, свинина або яловичина. За смаком воно подібне до кролятини.
Перуанці споживають близько 65 млн морських свинок щороку. Зазвичай до столу подається жарена тушка разом з головою. Морські свинки експортуються для їжі до Сполучених Штатів, Японії та кількох європейських країн, де є велика кількість перуанських іммігрантів. Відомо про спроби організувати в 1990-і роки розведення морських свинок у країнах Західної Африки, що розвиваються, але про результати бракує даних.
У церквах Ліми та Куско є індіанські зображення Таємної вечері з Ісусом і 12 учнями, які їдять смажену морську свинку.